# Стояновський Олег Владиславович
Олег Владиславович Стояновський (нар.. 26 вересня 1996 року, Москва, Росія) — російський волейболіст, чемпіон світу з пляжного волейболу (2019). Срібний призер Олімпійських ігор 2020 в Токіо. Заслужений майстер спорту Росії (2019).

## Кар'єра
Олег Стояновський почав займатися волейболом в 9-річному віці. Тренувався в Москві, доріс до виступу на клубному рівні, грав за волейбольний клуб «Обнінськ».
Переможець першості Росії з пляжного волейболу 2013 року в Анапі серед юнаків 1994—1996 року народження (в парі з Артемом Ярзуткіним).
У 2013-му з Артемом Ярзуткіним Олег виграв золото на чемпіонаті Європи серед юніорів (вікова категорія U-18) з пляжного волейболу в Молодечно.
Через рік на юнацькій олімпіаді російський дует також взяв золото .
У липні 2019 року Олег Стояновський і В'ячеслав Красильников вибороли перше в історії Росії золото чемпіонату світу з волейболу на піску, який проходить з 1997 року.

## Досягнення
- Чемпіон світу (2019)
- Чемпіон Росії (2015-го, 2017, 2019)
- Переможець юнацького чемпіонату Європи-2013 і юнацької Олімпіади-2014 з пляжного волейболу[3].